# Filistata afghana
Filistata afghana är en spindelart som beskrevs av Roewer 1962. Filistata afghana ingår i släktet Filistata och familjen Filistatidae.
Artens utbredningsområde är Afghanistan. Inga underarter finns listade i Catalogue of Life.